# Formiphantes
Formiphantes lephthyphantiformis es una especie de araña araneomorfa de la familia Linyphiidae. Es el único miembro del género monotípico Formiphantes.

## Distribución
Se encuentra en  Europa.